# Liotrigona chromensis
Liotrigona chromensis là một loài Hymenoptera trong họ Apidae. Loài này được Pauly mô tả khoa học năm 2001.